# Dave Draper
Dave Draper, född 16 april 1942, död 30 november 2021, var en amerikansk kroppsbyggare, författare och skådespelare.
Draper föddes i Secaucus, New Jersey 1942 och började träna med vikter som 10-åring. 21 år gammal vann han Mr New Jersey. 1967 slutade han fyra i Mr. Olympia. Isamband med hans död angav Arnold Schwarzenegger via twitter att Draper var en av Arnolds stora idoler och förebilder.